# Giovanni Battista Somis
Giovanni Battista Somis, född den 25 december 1686 in Turin, död där den 14 augusti 1763, var en italiensk violinist och komponist.
Liksom sin yngre bror Giovanni Lorenzo Somis erhöll han sin första musikaliska utbildning av fadern Francesco Lorenzo Somis (1663–1736). Somis var från 1703 till 1706 elev av Arcangelo Corelli. En av hans egna elever var Jean-Marie Leclair, vilken förde Somis spelsatt vidare i den franska violinkolan. Dessutom undervisade han Gaspard Fritz, Jean-Pierre Guignon, Louis-Gabriel Guillemain och Gaetano Pugnani, som alla gjorde sig ett namn som violinister och komponister.